# アダム航空
アダム航空（アダムこうくう、Adam Air）は、かつて存在したインドネシアの格安航空会社。正式な社名はアダム・スカイコネクション航空（PT Adam SkyConnection Airlines）。2003年に設立され、国内外20都市に就航していた。2008年6月に運航を停止するまでは、インドネシアで最も急速に成長している格安航空会社でもあった 。
スカルノ・ハッタ国際空港をハブ空港とし、ジュアンダ国際空港（スラバヤ）をサブとしていた。

## 概要
インドネシア下院議長であり実業家のアグン・ラクソノ（Agung Laksono）と、インドネシア系中国人のサンドラ・アン（Sandra Ang）によって2002年に設立。社名はアンの息子であるアダム・アディトヤ・スヘルマン（Adam Adhitya Suherman）にちなんで命名され、彼はのちに同社のCEOに任命されている。また、同社の設立も、スヘルマンが家族に航空会社を設立することを提案したためだと言われている。
2003年12月19日にGEキャピタル・アビエーション・サービスからリースされたボーイング737-400型旅客機2機で運航を開始し、初便はジャカルタからメダンおよびデンパサール行きの便であった。
アダム航空は、カンタス航空への自社株（20%）の売却、民間投資ファンド・TPGキャピタルからの株式公開買い付け、シンガポールで計画されている新規株式公開に関する協議など、複数の民間投資家との協議に関与していたが、2007年1月に起きた574便墜落事故の影響を受け、白紙撤回された。
その後インドネシア国内の投資会社バクティ・インベスタマ（PT Bhakti Investama Tbk、以下バクティ）がアダム航空の買収に関心を持ち、最終的には同社株の50%を保有することとなった。
航空コンサルタントのゲリー・ソージャットマン（Gerry Soejatman）は、アダム航空が成功したのは同社が持つ「新鮮なイメージ」のおかげだと述べ、同社が機体の塗装と制服の色に明るい色を採用していたことに触れた。しかし2006年8月22日、ソージャットマンはAirliners.netへの投稿で、アダム航空の旅客機はどれも「地面から煙を出す穴」（a smoking hole in the ground）になる危険があると述べ、同社の航空機の整備が不十分であると非難した。
さらに、後述するバタム島で起きたボーイング737型機のオーバーラン事故を受けて、バクティは投資を引き揚げ、株式を同社の設立者に売り戻すことを発表した。バクティの投資家向け広報担当者は、具体的な安全問題には言及しなかったものの、過去1年間に渡り、同社の安全問題への対応には大きな進展が見られなかったと述べた。

## 運航停止
2008年3月16日、バクティが投資引き揚げおよび株を売却したことを受け、インドネシア政府はアダム航空に廃業するかどうかを決定させるため21日間の猶予を与えた。 翌日、CEOのスヘルマンは、同社が支払不履行に陥り、保有していた旅客機の半分以上が差し押さえられたと発表した。スヘルマンは「（保有する）22機のうち12機が差し押さえられ、今は10機しか残っていない。その残りの10機も同様に差し押さえを言い渡されているが、支払いの再開に向けて動いているところだ」と語ったと伝えられている。
2008年3月18日、バタム島の事故を受けて、インドネシア政府は一時的な運航停止命令を言い渡し、安全性の改善を促すために3か月の猶予を与えた。しかしそれ以降も改善が見られなかったためか、6月18日、政府はアダム航空の運航許可取り消しを行い、これにより同社は運航を停止した。
インドネシアの商業裁判所は、アダム航空の労組や取引先などが提起していた破産申し立てを認める判決を下し、管財人を指名したほか、同社に訴訟費用の支払いも命じた。2009年2月、同裁判所は破産を正式認定した。
また、アダム航空は財務ガバナンスの面でも問題を抱えており、2008年8月12日には、同社のオーナーであるサンドラ・アンが同社の資金を横領していた容疑で逮捕され、出国禁止となったことが報じられた。報道によると、横領による損失額は2兆1,000億ルピア（約2億1,000万米ドル, 当時換算）に上ったとされている。

## 就航路線

### 国内線
- カリマンタン島
  - バリクパパン (スルターン・アジ・ムハンマド・スレイマン空港)
  - バンジェルマシン (シャムスディン・ノール空港)
  - ポンティアナック (スパディオ空港)
- ジャワ島
  - ジャカルタ (スカルノ・ハッタ国際空港) - ハブ空港
  - ジョクジャカルタ（アジスチプト国際空港）
  - スマラン (アフマド・ヤニ空港)
  - スラカルタ（アディスマルモ国際空港）
  - スラバヤ (ジュアンダ国際空港)
  - マラン (アブドゥル・ラフマン・サーレ空港)
- 小スンダ列島
  - デンパサール (ングラ・ライ国際空港)
  - クパン (エル・タリ国際空港)
  - マタラム (セラパラン空港)
- スマトラ島
  - ジャンビ (スルタン・タハ・シャイフディン空港)
  - バンダ・アチェ (スルタン・イスカンダル・ムダ空港)
  - バンダールランプン (ラディン・インテン2世空港)
  - ブンクル (パダンクムリン空港)
  - メダン (ポロニア国際空港) - 焦点空港
  - パダン (ミナンカバウ国際空港)
  - パレンバン (スルタン・ムハンマド・バダルディン2世国際空港)
  - パンカルピナン (デパティ・アミール空港)
  - プカンバル (スルタン・シャリフ・カシム2世国際空港)
- スラウェシ島
  - マカッサル (ハサヌディン国際空港)
  - マナド (サム・ラトゥランギ国際空港)

### 国際線
- シンガポール
  - チャンギ国際空港
- マレーシア
  - ペナン (ペナン国際空港)

## 保有機材
アダム航空の保有機材は、すべてボーイング737で統一されていた。
- ボーイング737-200
- ボーイング737-300
- ボーイング737-400
- ボーイング737-500
- ボーイング737-600

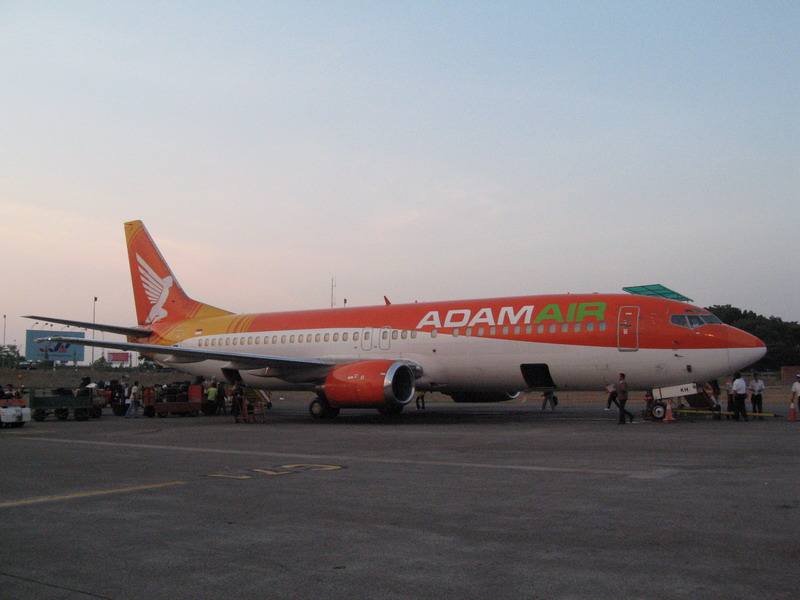
ボーイング737
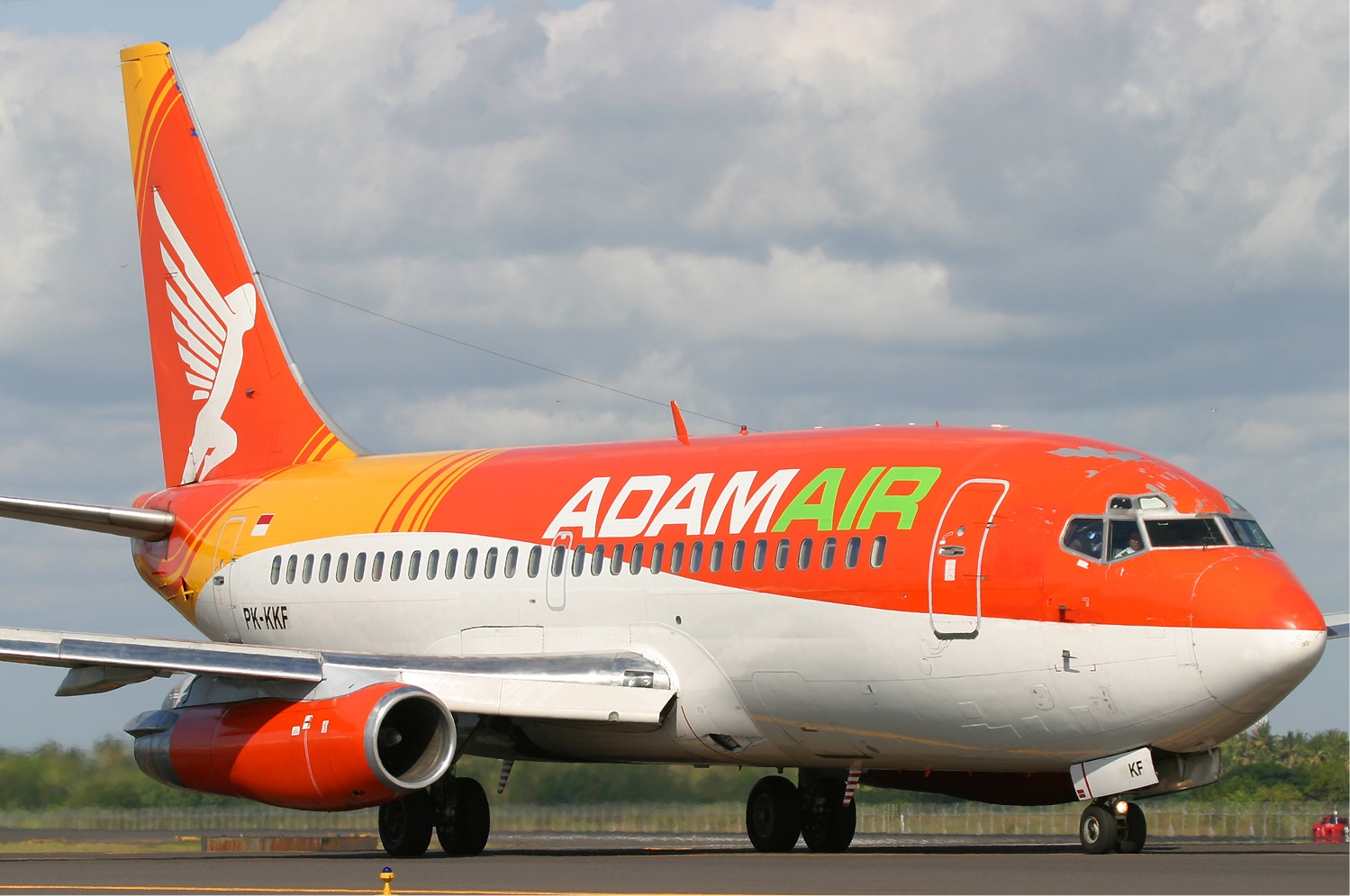
ボーイング737-200
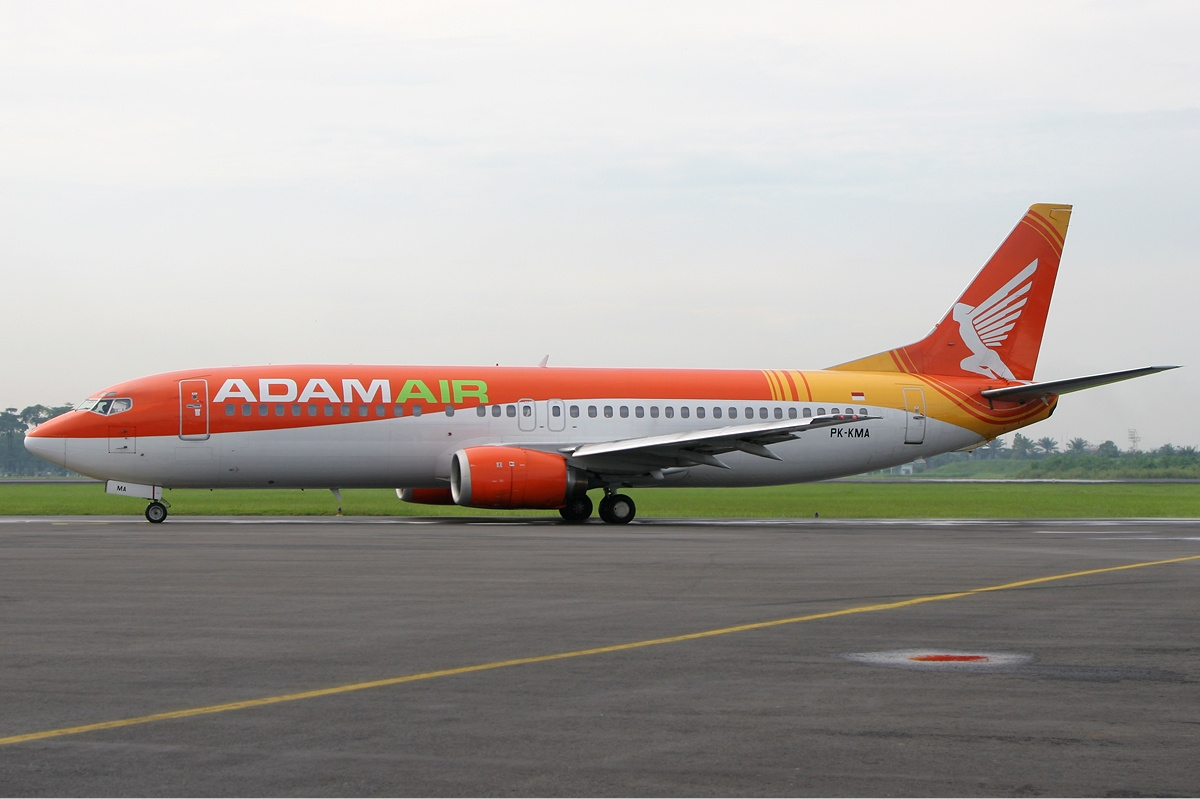
ボーイング737-400
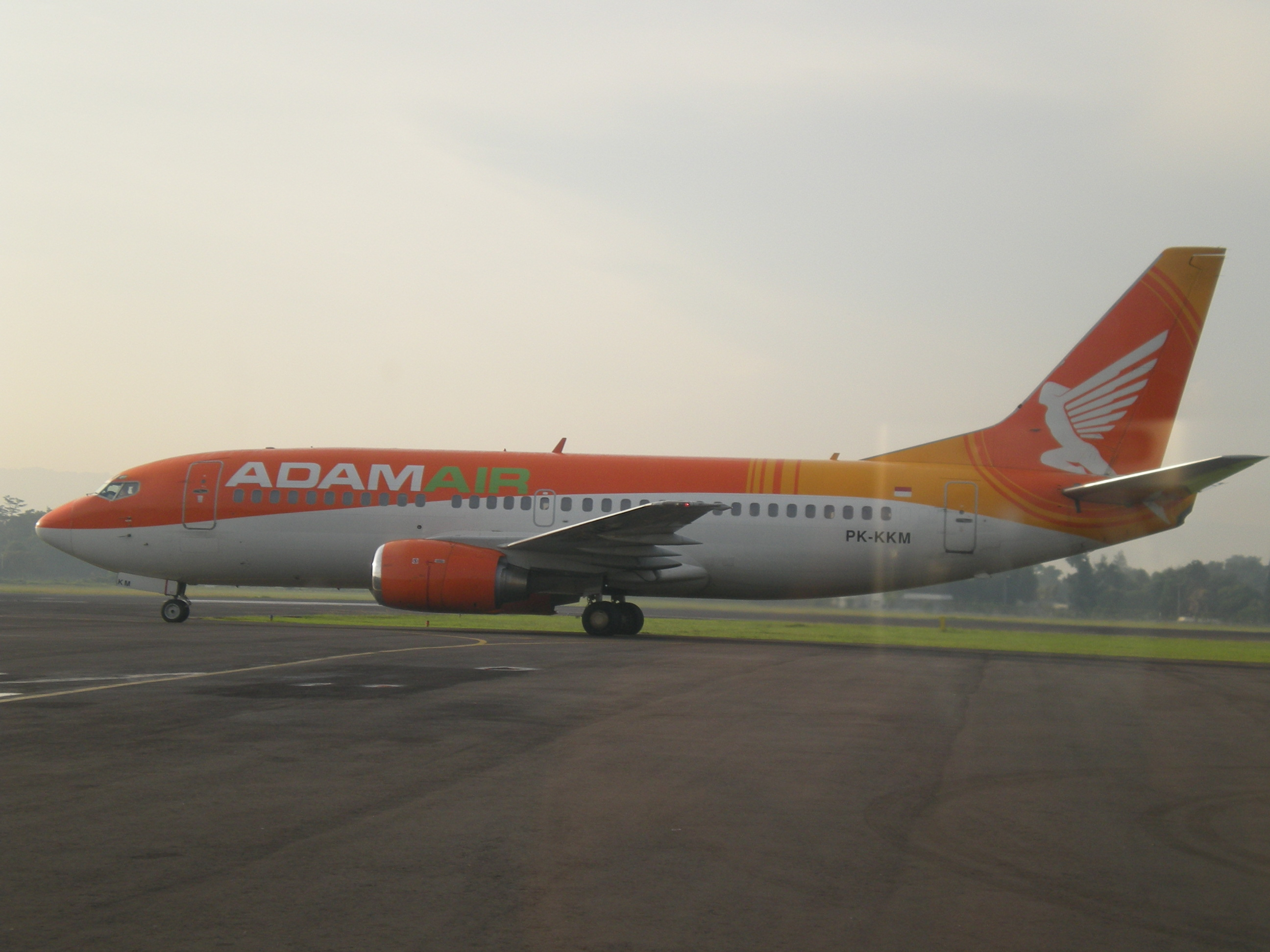
ボーイング737-500

## 事故

### 782便
2006年2月11日、782便は、ジャカルタからスラウェシ島マカッサルへの飛行開始20分後に航法および通信システムが機能不全となった。その後、飛行機はレーダーから消息を絶ち数時間行方不明となった。最終的に当機は目的地から481キロ離れたスンバ島のタンボラカ空港に緊急着陸した。この事故で当機を操縦していたパイロットは解雇された。また、アダム航空が当局による検査の期限前に航空機を撤去するなど、複数の安全規範に違反していたことが判明した。

### 574便
2007年1月1日、スラウェシ島マナド行きの574便が管制塔と連絡が取れなくなった。その後海上へ墜落したことが判明し、スラウェシ島近海で残骸や乗客の遺体が発見された。

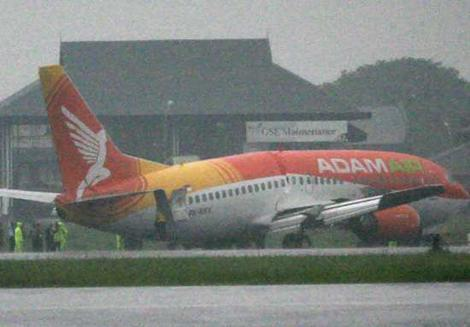
着陸に失敗したアダム航空172便

### 172便
2007年2月21日、ジャカルタ発スラバヤ行き172便がジュアンダ国際空港でハードランディングを起こした。この事件による重傷者の報告はなかった。同空港への後続便は代替空港に迂回した。その結果、アダム航空のボーイング737型機6機が安全点検のため地上に降ろされ、そのうち5機は通常運航に戻された。アダム航空は、天候不順が原因とした事故に対する「厳しい罰」だと説明したが、ジュスフ・カラ副社長は、ボーイング737-300型機の全機点検を行うべきだと語った。

### 292便
2008年3月10日、ジャカルタ発バタム島行きのボーイング737-400型機がハン・ナディム国際空港に着陸する際オーバーランを起こし、滑走路の端から75メートル逸脱した。この事故での死傷者は一人もいなかったが、2人の乗客がショック症状で治療を受けた。飛行機は片翼に損傷を負い、最終的にはリース会社によって償却された。この事故のわずか8日後にアダム航空は破産し、3か月後に運航許可が取り消された。この事故はまた、同社の乗組員が避難手順について正しく訓練されていなかったことを示した。特に、この航空機の脱出時には、乗客を航空機から降ろすためのスライドは展開されなかった。